# Blaberops
Blaberops es un género de coleópteros de la familia Anthribidae.

## Especies
Contiene las siguientes especies:
- Blaberops asemus Jordan, 1936
- Blaberops exilloides Frieser & R. 2000
- Blaberops korinae Tryzna & Banar 2014
- Blaberops macrocerus Jordan, 1904